# Miliusa longipes
Miliusa longipes är en kirimojaväxtart som beskrevs av George King. Miliusa longipes ingår i släktet Miliusa och familjen kirimojaväxter. Inga underarter finns listade i Catalogue of Life.